# (4553) Doncampbell
(4553) Doncampbell es un asteroide perteneciente al cinturón de asteroides, descubierto el 15 de septiembre de 1982 por Edward Bowell desde la Estación Anderson Mesa (condado de Coconino, cerca de Flagstaff, Arizona, Estados Unidos).

## Designación y nombre
Designado provisionalmente como 1982 RH. Fue nombrado Doncampbell en honor de Donald B. Campbell, científico planetario de la Universidad de Cornell, con motivo de su 50 cumpleaños.

## Características orbitales
Doncampbell está situado a una distancia media del Sol de 2,617 ua, pudiendo alejarse hasta 2,984 ua y acercarse hasta 2,250 ua. Su excentricidad es 0,140 y la inclinación orbital 12,91 grados. Emplea 1546 días en completar una órbita alrededor del Sol.

## Características físicas
La magnitud absoluta de Doncampbell es 12,3. Tiene 8,996 km de diámetro y su albedo se estima en 0,166.